# Södermanlands runinskrifter ATA6163/61
Södermanlands runinskrifter ATA6163/61 är en vikingatida runsten av grå grovkornig granit i Sörby, Runtuna socken och Nyköpings kommun.

## Inskriften
Translitterering av runraden:
: ui... ...- : at : sin : faþu- ...----al : akut- ...-- · --...ti : uaʀþis trab-... au- -... ...ia... ...an
Normalisering till runsvenska:
... ... at sinn faðu[r] ... Agut[a] ... ... ... drep[inn] ... ... ... ...
Översättning till nusvenska:
... till minne av sin fader ... Ágoti ... dödade ...